# Krążowniki lekkie typu E
Krążowniki lekkie typu Emerald lub typu E – brytyjskie lekkie krążowniki zaprojektowane jeszcze podczas trwania I wojny światowej, ale przyjęte do służby dopiero 8 lat po jej zakończeniu. Była to najkrótsza seria brytyjskich krążowników, składająca się tylko z dwóch jednostek: HMS "Emerald" i HMS "Enterprise".

## Historia
W 1917 roku do Admiralicji brytyjskiej dotarły wiadomości o rozpoczęciu przez Kaiserliche Marine budowy serii szybkich krążowników, których głównym zadaniem miało być stawianie zagród minowych na wodach Morza Północnego. Aby zapobiec zagrożeniu ze strony nowych okrętów, marynarka brytyjska zamówiła trzy szybkie krążowniki lekkie, mające stawić czoła niemieckim jednostkom. Pod koniec 1917 roku były gotowe wstępne szkice nowych krążowników. Projekt opierał się konstrukcyjnie na krążownikach typu D, lecz konieczność osiągnięcia większych prędkości zmusiła konstruktorów do zwiększenia długości nowych jednostek i ich wyporności, z racji posiadania maszyn napędowych o większej mocy i rozmiarach. 1 marca 1918 roku Admiralicja zatwierdziła ostateczny projekt krążowników.

## Budowa
7 marca 1918 roku kontrakt na budowę "Enterprise" otrzymała stocznia John Brown Shipbuilding & Engineering Company Ltd. w Clydebank w Szkocji, na budowę "Emeralda" stocznia Sir W. G. Armstrong Whitworth & Co Ltd. mieszcząca się w Barrow-in-Furness, a na budowę trzeciego okrętu "Euphrates" stocznia Fairfield Shipbuilding and Engineering Company. Kontrakt na budowę trzeciej jednostki został jednak anulowany 26 listopada 1918 roku. Z chwilą zakończenia I wojny światowej, potrzeba budowy nowych okrętów spadła i po wahaniach co do ich dalszego losu, ukończono je dopiero w 1926 roku.
|                  | Początek budowy | Wodowanie  | Wejście do służby |
| ---------------- | --------------- | ---------- | ----------------- |
| HMS "Enterprise" | 28.06.1918      | 23.12.1919 | 07.04.1926        |
| HMS "Emerald"    | 23.09.1918      | 19.05.1920 | 14.01.1926        |

## Konstrukcja
Krążowniki miały dłuższy kadłub, niż ich poprzednicy – krążowniki typu D. Większa długość pozwoliła na zastosowanie siedmiu armat głównego kalibru 152 mm, a nie 6, jak na typie D, jednakże z powodu umieszczenia dwóch dział na burtach, salwa burtowa nie uległa zmianie. Urządzenia napędowe składały się z 8 kotłów systemu Yarrow dostarczających parę czterem turbinom Brown-Curtis, które poprzez przekładnie redukcyjne obracały wały napędowe zakończone czterema śrubami. Kotły rozmieszczone były w czterech przedziałach, zaś turbiny w dwóch. Dzięki temu rozwiązaniu pojedyncze trafienie w któryś z przedziałów nie pozbawiało okrętów napędu. Z powodu takiego rozmieszczenia przedziałów kotłowni, okręty miały charakterystyczną trzykominową sylwetkę, z dużą przerwą między drugim a trzecim kominem.

## Uzbrojenie
Pierwotnie w 1926 roku uzbrojenie główne stanowiło siedem armat kalibru 152 mm BL L/45 Mk XII o masie 7 ton i całkowitej długości 7,1 m. Szybkostrzelność praktyczna wynosiła 4 pociski na minutę, armaty ładowane były ręcznie. Na krążowniku "Emerald" działa rozmieszczone były pojedynczo na siedmiu stanowiskach CPXIV, a na "Enterprise" na dziobie zamontowano wieżę Mk XVII, w której były dwie armaty, pozostałe działa umieszczone były tak samo jak na drugim okręcie. Uzbrojenie przeciwlotnicze składało się z trzech uniwersalnych armat kalibru 102 mm L/45 QF Mk V, rozmieszczonych pojedynczo, dwóch na śródokręciu i jednej na rufie oraz dwóch armat kalibru 40 mm L/39 Mk II. Krążowniki posiadały również 12 wyrzutni torpedowych kalibru 533 mm w czterech trójrurowych aparatach. Na pokładzie okrętów stacjonował jeden wodnosamolot – na "Enterprise" w 1943 roku pojawił się Vought OS2U Kingfisher i był to jedyny brytyjski krążownik z amerykańskim wodnosamolotem.